# The Human League
The Human League és un grup britànic de pop electrònic, format a Sheffield a finals dels anys 70. Els seus membres actuals són, des de 1991, el cantant i teclista Philip Oakey (l'únic membre constant) i les cantants Joanne Catherall i Susan Ann Sulley.
Tingueren èxit especialment a principis i mitjans dels anys 80, amb èxits com "Don't you want me" (número 1 britànic), "The Lebanon" o "Human" (número 1 als Estats Units).

## Biografia

### Primera època: 1977-1980

#### Inicis i grups previs
Originaris de Sheffield (Anglaterra), Ian Craig Marsh i Martyn Ware formaren la primera versió del grup, amb el nom de "The Dead Daughters"; tots dos estaven fortament influïts pel so electrònic i sintètic de Kraftwerk, i aprengueren a tocar de manera autodidacta el seu primer sintetitzador, un Korg 700S. La primera actuació de Marsh i Ware amb aquest pseudònim va tenir lloc a la festa d'aniversari d'un amic d'ambdós.
Més endavant, amb la incorporació d'un altre amic (Adi Newton), realitzaren una sèrie d'actuacions en directe, però ara amb un altre pseudònim, "The Future". Després d'enregistrar una sèrie de maquetes de so totalment electrònic (en reacció al corrent punk, dominant aleshores), amb Ware i Marsh, Newton deixà "The Future" per formar la seva pròpia banda, Clock DVA. La reacció del duet Ware/Marsh va ser —en un intent d'acostar el seu so als límits del pop— fitxar un cantant. L'escollit fou Philip Oakey, un vell conegut de l'escola que en aquella època treballava com a infermer en un hospital.
Poc després d'entrar al grup, Oakey posà lletra a una peça instrumental que Ware i Marsh havien compost, i que es convertí en "Being boiled", que aparegué a la primera maqueta que enregistraren al seu propi estudi, juntament amb dos temes més ("Circus of death" i "Toyota city"). Però, ja abans de l'aparició d'aquesta maqueta, el grup tenia un nom nou, que acabaria sent el definitiu: The Human League, en referència a un joc de ciència-ficció (Star Force).

#### Primers llançaments i canvi de discogràfica
Aquesta primera maqueta fou editada al segell independent escocès Fast Records, dirigit per Robert Last; la seva bona acollida els animà a fer les seves primeres actuacions en directe. En un d'aquests concerts hi havia un amic de Philip, Adrian Wright, que fou acceptat com a nou membre, per encarregar-se de la posada en escena dels concerts (amb projeccions de diapositives) i, ocasionalment, contribuir al so del grup tocant el sintetitzador.
La reputació dels Human League creixia ràpidament a mesura que feien nous concerts, fins al punt que el grup Siouxsie and the Banshees els fitxà com a teloners de la seva gira l'any 1979; David Bowie va presenciar una d'aquestes actuacions i arribà a comentar que havia vist "el futur de la música pop".
El seu següent llançament amb Fast Records va ser l'EP "The dignity of labour", amb quatre parts instrumentals amb un estil melòdic i rítmic a vegades, i industrial i experimental en d'altres. Tot i el seu escàs impacte a les llistes britàniques, el single va atreure l'atenció de la discogràfica Virgin Records, que finalment els fitxà. De totes maneres, i com a compensació per haver estat el primer a oferir-los un contracte, Bob Last continuà vinculat amb el grup, si bé ara en condició de representant.

#### The Men, Reproduction, Traveloguei separació
A principis de 1979, després de fer de teloners d'Iggy Pop, The Human League van començar a preparar el seu primer llançament discogràfic amb Virgin. Però el segell va incomplir la seva promesa inicial de llibertat creativa i pressionà el grup perquè utilitzessin instruments convencionals (com guitarres i bateries). Com que havien acceptat un avenç financer de Virgin Records, hagueren d'acceptar els suggeriments, si bé a canvi van publicar el nou material amb un nom diferent. Així, el senzill "I don't depend on you" fou publicat a nom de The Men.
Com que "I don't depend on you" tampoc no tingué un èxit significatiu, The Human League enregistraren novament material electrònic i amb el nom originari al seu propi estudi, anomenat "The Workshop", armats amb els sintetitzadors de què disposaven, el Korg 700S amb què van començar i un sintetitzador modular amb més possibilitats, el Roland System 100. Aquestes sessions donaren com a resultat el seu primer disc, anomenat Reproduction, seguit poc després pel seu primer senzill, "Empire state human". Cap dels dos productes no tingué un ressò considerable, i van rebre crítiques moderades; com a resultat, Virgin Records cancel·là una gira britànica programada per al mes de novembre i en comptes d'això els envià a fer de teloners dels Talking Heads. Tanmateix, la seva proposta de posada en escena (simplement unes diapositives amb fotografies del grup i música de fons) no va convèncer els promotors i, després d'uns pocs concerts, hagueren d'abandonar la gira.
Un any després, The Human League publicaren el seu següent senzill, "Holiday '80", amb versions de temes de Gary Glitter i Iggy Pop i una nova cançó, "Marianne", que finalment fou refusada per Virgin. Ja al mes de maig publicaren el seu següent àlbum, Travelogue, que vingué acompanyat per una gira britànica de 12 concerts i per l'edició del seu següent senzill, una versió del tema "Only after dark". "Travelogue", que continuava amb el caràcter electrònic i futurista del seu predecessor i incloïa noves versions de "Being boiled" i "Toyota City", constituí el seu primer triomf, ja que arribà a ocupar el número 16 britànic.
Però aquest èxit fou erosionat pel deteriorament de la relació entre els seus membres. Degut a diferències en l'evolució que havia de seguir el so del grup, van aparèixer les primeres tensions, que desembocaren en la divisió de la banda. Oakey i Wright van retenir els drets d'ús del nom "The Human League", mentre Ware i Marsh fundaven el seu propi grup, British Electric Foundation (posteriorment Heaven 17), a canvi de rebre un percentatge dels drets que generessin les vendes del següent disc i dels seus senzills.

### Segona època (1980-1992): èxit i declivi

#### Dare: Catapultats cap a l'èxit
Oakey i Wright, per tant, van conservar el nom del grup i el contracte amb Virgin Records, però també els deutes i, sobretot, una gira que havien de complir sota amenaces de denúncia per part dels promotors. En conseqüència, Oakey va haver d'afanyar-se a reclutar músics per suplir les baixes de Ware i Marsh i així poder realitzar els concerts. Durant una visita a una discoteca de Sheffield (el Crazy Daisy Nightclub), Oakey es va fixar en dues amigues que, maquillades de manera força original, ballaven a la pista: es tractava de Joanne Catherall i Susan Ann Sulley. Sense cap preàmbul, Oakey els oferí la possibilitat de participar en la gira com a ballarines i cantants. Com que totes dues eren estudiants i menors d'edat —tenien 17 anys—, Oakey i Wright hagueren de parlar amb els seus respectius pares per obtenir permís. El següent fitxatge fou Ian Burden, un músic professional de Sheffield; amb aquesta formació pogueren completar la gira, si bé els seus resultats foren discrets: la premsa especialitzada centrava la seva atenció en Ware i Marsh i no es prenia seriosament les incorporacions de Catherall i Sulley, a les quals en alguna ocasió el públic (contrariat pels canvis en la formació del grup) llançà objectes.
A través de Simon Draper van conèixer el productor Martin Rushent, amb qui van enregistrar al mes de febrer de 1981 el primer senzill de la nova formació del grup, "Boys and girls" (47). Tot i que no va arribar gaire amunt de les llistes, sí que va superar les posicions dels senzills anteriors i els donà la necessària confiança. Noves sessions als estudis Genetic, de Rushent (amb la col·laboració d'Ian Burden i Jo Callis com a nous membres), van donar com a resultat el senzill "The sound of the crowd", amb què entraren per primer cop al Top 15 britànic. L'èxit també acompanyà els següents llançaments, els senzills "Love action (I believe in love)" (3) i "Open your heart" (6) i el disc Dare, que, aparegut al mes d'octubre, esdevingué un gran èxit i arribà ràpidament al número 1.
Però encara el destí els reservava una altra sorpresa: "Don't you want me" fou escollida, a instàncies de Simon Draper, com a quart senzill del disc. Inicialment Oakey no hi estava d'acord, perquè no li agradava gaire la cançó i, a més, tenia por que treure un altre senzill de "Dare" tingués un efecte negatiu sobre les vendes del disc. Finalment el senzill aparegué (amb un pòster de regal) acompanyat d'un vídeoclip molt innovador, un dels més coneguts del grup i de la dècada dels 80 en general. A finals de desembre de 1981 arribà al número 1, posició on va restar durant cinc setmanes.

#### Les pressions de la fama:Hysteria
L'èxit de "Dare" va provocar un augment de les vendes dels treballs anteriors: a principis de 1982 l'àlbum "Reproduction" entrà a les llistes britàniques al número 34 i fins i tot una edició en format senzill de "Being boiled" pujà fins al número 6; "Holiday'80" fou reeditat també en aquelles dates i va ocupar el lloc 46. Mentre el grup participava en una ambiciosa gira mundial, el productor Martin Rushent confeccionà un mini-àlbum de remescles de temes pertanyents a "Dare", anomenat Love and dancing i publicat a nom de "The League Unlimited Orchestra". Dos senzills més, "Mirror man" i "(Keep feeling) Fascination" aparegueren als mesos de novembre de 1982 i abril de 1983 respectivament, i en tots dos casos arribaren al número 2 britànic.
Després de l'edició de "Fascination", The Human League començaren les sessions d'enregistrament del seu nou disc als estudis Air, de l'Illa de Montserrat, novament amb Martin Rushent com a co-productor; però degut a discussions i enfrontaments amb els membres del grup, Rushent deixà les sessions i fou substituït pel productor Chris Thomas, que també acabà llançant la tovallola. Aquests canvis i discussions eren conseqüència directa de l'èxit de "Dare", que si bé els havia proporcionat la fama i el reconeixement que buscaven, també els donà l'enorme responsabilitat d'haver de crear un nou disc que estigués a la seva alçada. Com a mostra de la pressió i els dubtes que el grup sentia, es pot comentar el cas de Nick Heywood, cantant del grup Haircut 100, que declarà que havia enregistrat tot el seu disc en solitari en el mateix temps en què The Human League van aconseguir programar la pista rítmica d'una sola cançó (dos mesos).
Finalment, guiats pel productor Hugh Padgham, The Human League pogueren enregistrar i completar el nou àlbum, anomenat Hysteria i publicat al mes de maig de 1984, dues setmanes després de l'aparició del seu primer senzill, "The Lebanon" (11), que incloïa parts de baix i guitarra inèdites fins aleshores. "Life on your own" (16) i "Louise" (13), totes dues amb un so més proper al dels anteriors discos, aparegueren al llarg de 1984. Tot i que "Hysteria" arribà a ocupar el número 3 de les llistes britàniques, no pogué igualar l'èxit de "Dare".
Al mateix temps, Oakey va compondre i enregistrar una cançó, "Together in electric dreams" amb un dels seus ídols musicals, el productor italià Giorgio Moroder, famós per diverses contribucions a la música disco durant els anys 70. El tema aparegué a la banda sonora de la pel·lícula "Electric dreams" i arribà al número 3 britànic. Un any després, Oakey i Moroder enregistraren un disc sencer junts, anomenat Philip Oakey & Giorgio Moroder. Però poc abans de l'edició del disc Jo Callis comunicà al grup la seva decisió de sortir-ne, per iniciar una col·laboració amb Feargal Sharkey, cantant dels Undertones; el percussionista Jim Russell va ser el seu substitut.

#### CrashiRomantic?: S'acaba una era
Per enregistrar el nou disc, The Human League van treballar amb l'equip de productors Jimmy Jam & Terry Lewis, que havien treballat amb artistes com Prince i Janet Jackson, de qui tot just acabaven de produir el seu reeixit àlbum "Control". El resultat va ser Crash, enregistrat a Minneapolis, i que mostra un ús predominant de sintetitzadors digitals com el Yamaha DX7. Tot i que amb el senzill "Human" aconseguiren arribar al número 1 als Estats Units (i al 8 al Regne Unit), el fet d'incloure a "Crash" només sis cançons (d'un total de 10) escrites pel grup i algunes divergències sobre l'orientació artística del disc —que, malgrat tot, tingué uns resultats comercials prou dignes— van agriar la relació entre el grup i els productors d'una banda, i de l'altra, entre els mateixos membres: després de la publicació de l'àlbum, Philip Adrian Wright va deixar The Human League per començar una carrera vinculada al món del cinema. A més, després de la gira de presentació de "Crash" (la primera des de 1982), Ian Burden també va anunciar la seva retirada a principis de 1988. Posteriorment Virgin Records edità la primera recopilació del grup, Greatest Hits.
Després de construir el seu propi estudi d'enregistrament a Sheffield, The Human League iniciaren les sessions del seu següent àlbum, una altra vegada amb Martin Rushent com a productor, i amb contribucions de l'ex-membre Jo Callis; els músics Russell Dennett i Neil Sutton, que ja havien treballat amb la banda durant la gira de "Crash", passaren a formar part del grup. Però, malgrat els bons auguris, ni l'àlbum Romantic? ni els senzills "Heart like a wheel" (29) i "Soundtrack to a generation" no tingueren l'èxit esperat: havia aparegut després de l'acid house i abans de l'explosió definitiva de la música dance, i en aquella època els grups musicals d'actualitat eren els pertanyents a l'escena Madchester.
Els discrets resultats de "Romantic?" i una reorientació de les activitats del holding empresarial "Virgin" van fer que, després d'una col·laboració puntual amb el grup japonès Yellow Magic Orchestra, Virgin Records cancel·lés el contracte amb The Human League (com també li va passar a Heaven 17, el grup dels antics companys de Philip Oakey) l'any 1992.

### Tercera època (1993-)

#### La reaparició del grup:Octopus
L'any 1993, The Human League van enregistrar una maqueta amb material nou i l'oferiren a diverses discogràfiques. Qui finalment acceptà d'incorporar la banda al seu repertori fou el segell EastWest Records, una filial de la discogràfica Time Warner. Amb la col·laboració del productor Ian Stanley (vinculat als primers discos de Tears for Fears) i de membres anteriors com Jo Callis, Russell Bennett o Neil Sutton, el triplet compost per Oakey, Sulley i Catherall pogué completar el seu nou disc d'estudi, Octopus, que aparegué al mes de gener de 1995. Poc abans ja s'havia publicat el nou senzill, "Tell me when", que mostrava la renovació del so de The Human League sense perdre el seu caràcter pop tradicional, i que aconseguí arribar al número 6 a Gran Bretanya, com a mostra del suport popular que va rebre la reaparició del grup. La balada "One man in my heart" (13) -cantada per Sulley- i "Filling up with heaven" (36) també van rebre el favor del públic i de la crítica, que considerà àmpliament "Octopus" com un retorn de qualitat i un digne successor de "Dare".
Per promocionar el seu flamant nou disc, The Human League iniciaren una nova gira; mentrestant, el seu antic segell (Virgin Records) aprofità l'èxit que The Human League tornaven a tenir i publicà una nova recopilació que incloïa els temes de la versió de 1988 amb la incorporació de "Tell me when", una remescla de "Don't you want me" a càrrec del grup Snap! i un tema inèdit, "Stay with me tonight" (40), escrit per Ian Stanley i Phillip Oakey.
L'any 1996 començaren les primeres sessions d'enregistrament del que havia de ser el successor d'"Octopus"; aquestes sessions van quedar paralitzades després que Ian Stanley i, posteriorment, Russell Dennett deixessin de col·laborar amb el grup. Per acabar-ho d'adobar, la discogràfica EastWest estava passant per un procés de reestructuració interna, i hi havia por que els nous responsables del segell eliminessin certes bandes del seu catàleg; malgrat aquests temors, el grup va rebre i acceptar l'oferta de participació en una gira, anomenada The Rewind Tour i organitzada per Boy George i Howard Jones, dirigida sobretot a l'incipient moviment de reivindicació dels artistes de la dècada dels 80, i que els portà a fer una sèrie de concerts als Estats Units primer i, més tard, al Regne Unit.
Tanmateix, tornant de la gira, els temors es van fer realitat i el grup va rebre la notificació de la rescissió del seu contracte; així, per segona vegada, es trobaren sense discogràfica.

#### Nova companyia, nou àlbum:Secrets
Després de dos concerts a Londres i Eivissa l'any 1999 i una sèrie de col·laboracions de Philip Oakey amb el grup The all seeing I que resultaren en l'edició del senzill "The first man in space", The Human League van signar un nou contracte discogràfic, aquesta vegada amb el segell Papillon Records, una branca de Chrysalis. Per a la producció, en aquest disc comptaren amb l'ajut de l'equip TOY, que incloïa el teclista i programador Dave Clayton i l'enginyer de so "Q", ambdós amb experiència en la producció del disc Ultra del grup Depeche Mode.
Després de diversos retards, el nou senzill "All I ever wanted" aparegué al mes de juliol del 2001, com el seu nou disc, Secrets. El context musical en què el disc veié la llum era força favorable al seu estil —l'èxit del corrent electroclash i de grups com Miss Kittin and The Hacker o Ladytron havia despertat novament l'interès en el pop electrònic— i, de fet, "Secrets" va rebre crítiques molt favorables; però els problemes financers que havien afectat al segell Papillon (que, de fet, hagué de plegar poc després que "Secrets" fos publicat) van impossibilitar l'edició de més senzills i condicionaren negativament la promoció del disc. Així i tot, Oakey, Catherall i Sulley (juntament amb Neil Sutton, David Breevers, Nic Burke i els percussionistes Errol Rollins i Rob Barton) emprengueren una gira britànica l'any 2002. Un any després un segell independent, Nukove Records, edità "Love me madly?" en format senzill.

#### Gires i llançaments més recents
En els anys posteriors, The Human League han realitzat diferents gires i, com a complement, actuacions puntuals en festivals com el Primavera Sound de Barcelona (2005) o el Festival Internacional de Benicàssim (2007). També l'any 2007, per commemorar el 30è aniversari del grup, The Human League realitzaren una gira europea basada en el disc Dare. Per a l'estiu del 2008 hi ha preparada una gira pels Estats Units.
El 2003, Virgin Records edità en format CD i DVD The Very Best of The Human League; poc després aparegueren un disc i un DVD en directe, anomenats respectivament Live at the Dome i The Human League Live at the Dome, enregistrats en un concert a la ciutat anglesa de Brighton. Un disc addicional, The Human League Original Remixes and Rarities sortí a la venda a finals de 2005.

## Discografia
- Reproduction (1979)
- Travelogue (1980)
- Dare (1981)
- Love and Dancing (1982)
- Hysteria (1984)
- Crash (1986)
- Romantic? (1990)
- Octopus (1995)
- Secrets (2001)
- Credo (2011)

## Guardons
Nominacions
- 1983: Grammy al millor nou artista